# Szász Lőrinc
Szász Lőrinc (Gyergyócsomafalva, 1935. augusztus 23. – Kolozsvár, 2016. július 8.) erdélyi magyar nyelvtudományi és szótáríró.

## Életútja, munkássága
Középiskolai tanulmányait 1948–52 között a csíkszeredai Állattenyésztési Szakközépiskolában végezte; 1963-ban a BBTE-n, magyar nyelv- és irodalom szakon szerzett tanári oklevelet. Ettől kezdve a Román Akadémia kolozsvári Nyelvtudományi és Irodalomtörténeti Intézetének tudományos munkatársa, 1983-tól a román–magyar és magyar–román szótártani munkacsoport főmunkatársa. Részt vett az Erdélyi magyar szótörténeti tár szerkesztésében: a IV. kötettől a szótár címszavainak román értelmezője. Írásait a Vörös Zászló, Előre, Igazság, Utunk, Tribuna, Cercetări de Lingvistică, Korunk, Limba Română, Magyar Nyelv, NyIrK közölte.
Fő kutatási területe a szókincstan és a szótárírás, de tanulmányozta szülőfaluja névtani és nyelvjárási jelenségeit is. Ide sorolható tanulmányai: 
- Gyergyócsomafalva ragadványnevei (NyIrK, 1966/1);
- A hiátus megszüntetése a gyergyócsomafalvi kételemű személynevekben (NyIrK, 1967/2);
- A gyergyócsomafalvi fakitermelők szakszókincse (NyIrK, 1971/2);
- Somlyó (Magyar Nyelv, 1971/4);
- Gyergyócsomafalva helynevei (NyIrK, 1976/1).

Szótártani tanulmányai közé tartozik: A magyar–román és román–magyar szótárírás múltja és jelene (in: Az első Magyar Alkalmazott Nyelvészeti konferencia előadásai. Nyíregyháza, 1991); Az igekötős igék ekvivalensei a magyar–román nagyszótárban (in: Nyelvek és nyelvoktatás. Nyíregyháza, 1996).
Szerkesztésében több román–magyar és magyar–román kétnyelvű szótár látott napvilágot: 
- Dicţionar român–maghiar pentru uz şcolar (Kelemen Bélával, Bukarest, 1974; átdolg. kiad. Bukarest, 1979);
- Dicţionar român–maghiar (Kelemen Bélával, Bukarest, 1980);
- Dicţionar frazeologic român–maghiar (Kelemen Bélával, Bukarest, 1984);
- Magyar–román iskolai szótár (Kelemen Bélával, Bukarest, 1985);
- Román–magyar szótár iskolai használatra (Bukarest, 1997);
- Magyar–román kisszótár (Kolozsvár, 1999);
- Magyar–román kéziszótár (Budapest, 2001);
- Dicţionar român–maghiar (Székelyudvarhely, 2004);
- Román–magyar szótár. Adatbank. Erdélyi magyar elektronikus könyvtár.

## Díjak, elismerések
- 2002 december 17-én Kisebbségekért Díj magyar állami kitüntetésben részesült az Erdélyi magyar szótörténeti tár munkaközössége, köztük Szász Lőrinc.